# Ernesto Sirolli
Ernesto Sirolli (ur. 22 września 1950)  jest włoskim autorem i mówcą z doświadczeniem w dziedzinie lokalnego rozwoju gospodarczego. Jest autorem dwóch książek, Ripples from the Zambezi (1995 i 1999), oraz How to Start a Business and Ignite Your Life (2012). 

## Wczesne życie i edukacja
Ernesto Sirolli urodził się we Włoszech i część swojego dzieciństwa spędził w Libii. Następnie studiował nauki polityczne na Uniwersytecie Rzymskim i uzyskał stopień doktora z Murdoch University w Perth w Zachodniej Australii, w 2004 r. 

## Kariera
Ernesto Sirolli rozpoczął karierę we włoskiej organizacji pozarządowej pełniącej służbie w Afryce. W 1985 r. Założył własną organizację, Sirolli Institute for Enterprise Facilitation, aby zapewnić wdrażanie projektów i szkolenia dla przedsiębiorstw na całym świecie. 
Sirolli jest autorem dwóch książek. Ripples from the Zambezi: passion, entrepreneurship, and the rebirth of local economies, opublikowane po raz pierwszy w 1995 r. i ponownie wydane w 1999 r. Książka ta jest wymieniona jako lektura obowiązkowa na kilku kursach uniwersyteckich dotyczących biznesu i zrównoważonego rozwoju. Druga książka jego autorstwa, How to start a business and ignite your life: a simple guide to combining business wisdom with passion, została opublikowana w 2012 roku. 
Ernesto Sirolli jest profesorem wizytującym w Curtin University Sustainability Policy Institute oraz pracownikiem branżowym w University of Queensland Center for Social Responsibility w Mining. 
Jako mówca publiczny, Ernesto Sirolli zyskał międzynarodową uwagę w 2012 r. przemówieniem TEDx „Shut Up and Listen”. Prezentacja otrzymała ponad 3 miliony odsłon i została umieszczona w książce założyciela TED „TED Talks: The Official TED Guide to Public Speaking”. Sirolli przemawiał także w radiu NPR, radiu SDPB i na kilku innych konferencjach TEDx, 
W 2016 r. Ernesto Sirolli otrzymał nagrodę IOEE International Lifetime Achievement Award w Izbie Lordów w Londynie.

## Książki
- Ripples from the Zambezi : passion, entrepreneurship and the rebirth of local economies, Gabriola Island, B.C.: New Society, 1999, ISBN 0-86571-397-9, OCLC 41119265 [dostęp 2020-09-01]. Brak numerów stron w książce
- How to start a business and ignite your life : a simple guide to combining business wisdom with passion, ISBN 978-0-7570-0374-5, OCLC 826659061 [dostęp 2020-09-01]. Brak numerów stron w książce